# Мото Гран-при Великобритании 2009
Мото Гран-при Великобритании было 10-й гонкой в чемпионате мира по шоссейно-кольцевым мотогонкам Мото GP 2009 года. Эта гонка прошла 26 июля 2009 года на автодроме Донингтон Парк.